# Arenosetella tenuissima
Arenosetella tenuissima är en kräftdjursart som först beskrevs av Walter Klie 1929.  Arenosetella tenuissima ingår i släktet Arenosetella och familjen Ectinosomatidae. Arten är reproducerande i Sverige. Inga underarter finns listade i Catalogue of Life.